# Orthacris robusta
Orthacris robusta är en insektsart som beskrevs av Kevan, D.K.M. 1953. Orthacris robusta ingår i släktet Orthacris och familjen Pyrgomorphidae. Inga underarter finns listade i Catalogue of Life.